# Melanteriosoma
Melanteriosoma är ett släkte av skalbaggar. Melanteriosoma ingår i familjen vivlar.
Kladogram enligt Catalogue of Life:
| Melanteriosoma | \| \| Melanteriosoma costatum \| \| \| \| \| \| Melanteriosoma inconspicuum \| \| \| \| \| \| Melanteriosoma tasmaniense \| \| \| \| |
|                | \| \| Melanteriosoma costatum \| \| \| \| \| \| Melanteriosoma inconspicuum \| \| \| \| \| \| Melanteriosoma tasmaniense \| \| \| \| |
|                | Melanteriosoma costatum |
|                | |
|                | Melanteriosoma inconspicuum |
|                | |
|                | Melanteriosoma tasmaniense |
|                | |